# Nininho
Nininho, właśc. Antônio Francisco (ur. 6 listopada 1923 w Campinas, zm. 8 października 1997 tamże) – brazylijski piłkarz grający na pozycji napastnika.
Urodzony w Campinas Nininho karierę piłkarską rozpoczął w 1937 roku w klubie Campinas Futebol Clube, gdzie grał do 1943 roku.
W 1947 roku został graczem klubu Portuguesa São Paulo. Jako piłkarz klubu Portuguesa wziął udział w turnieju Copa América 1949, gdzie Brazylia zdobyła tytuł mistrza Ameryki Południowej. Nininho zagrał w czterech meczach – z Boliwią (zdobył 3 bramki), Chile, Kolumbią i Urugwajem (wszedł za Octavio, a później został zmieniony przez Ademira).
W drużynie Portuguesa Nininho grał do 1952 roku – zdobył dla klubu 115 bramek, co plasuje go na trzecim miejscu klubowej listy wszech czasów. W 1953 roku został graczem klubu Ponte Preta Campinas, gdzie grał do 1956 roku, następnie w latach 1956–1957 występował w drużynie Catanduva Esporte Clube. Później wrócił do Ponte Preta, gdzie zakończył karierę w 1958 roku.
Zmarł 8 października 1997 roku w rodzinnym mieście Campinas.